# Département de Cafayate
Cafayate est un département situé dans la province de Salta, dans le nord-ouest de l'Argentine. Son chef-lieu est Cafayate. Sa superficie est de 1 570 km² et il comptait 11 785 habitants en 2001.

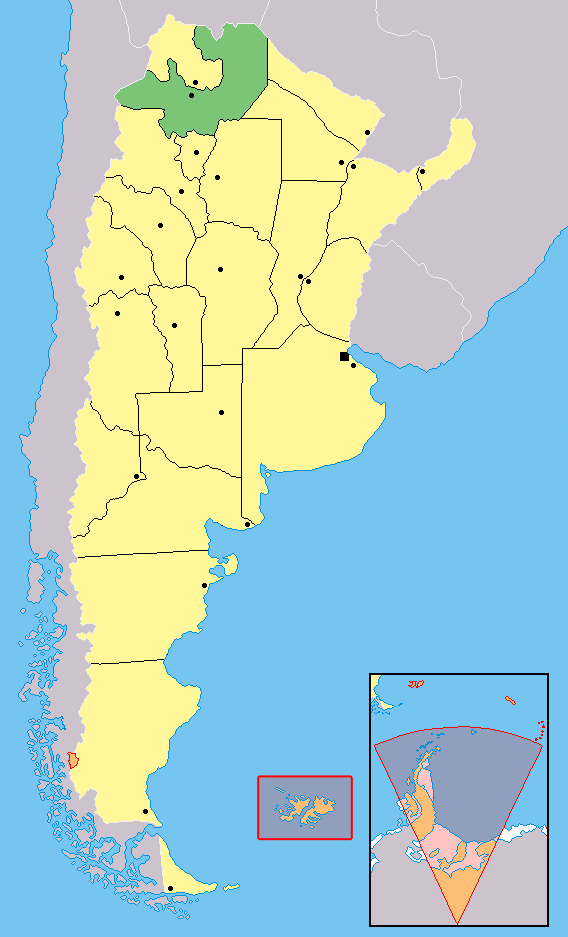
Localisation de la province de Salta en Argentine

## Géographie
Le département se trouve au sud de la province. Il est délimité par les départements de San Carlos, La Viña, Guachipas et avec les provinces de Tucumán et de Catamarca.
C'est dans ce département que se fait le confluent du río Calchaquí et du río Santa María, qui forment dès lors le Río de las Conchas, qui coule vers le nord et débouche dans la retenue de Cabra Corral.

## Tourisme
Le département est fameux pour ses vignobles (on y cultive le raisin de type torrontés).